# Hauben-Azurjungfer
Die Hauben-Azurjungfer (Coenagrion armatum) ist eine Libellenart aus der Familie der Schlanklibellen (Coenagrionidae).

## Merkmale
Die Hauben-Azurjungfer erreicht Körperlängen von 36 bis 44 Millimetern. Die Männchen besitzen eine schwarz-blaue Zeichnung auf den Thorax- und den Hinterleibssegmenten, wobei die meisten Segmente fast vollständig schwarz gefärbt sind. Größere blaue Anteile haben nur die Vorderränder des 8. und des 9. Hinterleibssegmentes. Ähnlichkeiten bestehen vor allem mit der Zwerglibelle (Nehalennia speciosa, mit grün-metallischen Farbanteilen) sowie den Granataugen (Erythromma, rote Augen) und Pechlibellen (Ischnura). Die Cerci der Männchen sind auffallend groß.

## Verbreitung und Lebensraum
Die Hauben-Azurjungfer lebt vor allem in Mooren und Seggensümpfen. Dabei ist ihr Verbreitungsgebiet auf Nordeuropa einschließlich des Nordens Deutschlands beschränkt.

## Lebensweise
Die Flugzeit dieser Libellen fällt in den Mai bis Juni. Die Tiere fliegen meist dicht oberhalb der Vegetation und ruhen vor allem auf Schachtelhalmen. Vor der Paarung gibt es einen kurzen Paarungstanz und nach Öffnung des Paarungsrades bleiben die Tiere auch noch zur Eiablage in einer Tandemstellung verbunden. Das Weibchen sticht die Eier in Wasserpflanzen, wobei es nicht untertaucht.

## Gefährdung
Die seltene Hauben-Azurjungfer wird etwa in Deutschland als „vom Aussterben bedroht“ in der Roten Liste geführt. Aufgrund des Verschwindens der Lebensräume durch Trockenlegung ist diese Art in Norddeutschland fast vollständig verschwunden.